# دور الشهرة
دور الشهرة، المعروف أيضًا باسم الدور المتميز، هو مصطلح في صناعة السينما لوصف أداء ممثل أو ممثلة في أداء ساهم بشكل كبير في تطوير حياتهم المهنية وبدء التعرف النقدي. يشير المصطلح المشابه «الانطلاقة» إلى الممثل وليس الدور نفسه. قد تحدث مثل هذه اللحظة في مهنة الممثل بعض الوقت بعد أن يبدأ التمثيل، حيث تصبح أدواره أكثر جوهرية. غالبًا ما يكون دور الشهرة زيادة كبيرة في الأهمية في دور الممثل في الفيلم، مثل الانتقال من شخصية ثانوية إلى أحد الممثلين الرئيسيين أو دور «عالي التأثير» في فيلم حقق نجاحًا سائدًا وينتج عنه شهرة وشعبية الممثل على نطاق واسع. تم تعريف الأداء المتميز أيضًا على أنه الأداء الذي «يجذب انتباه نقاد الفيلم، أو يتلقى مراجعات حماسية ويتم ترشيحه لاحقًا للعديد من جوائز الأفلام الكبرى».